# Cirio Santiago
Cirio H. Santiago (Manilla, 18 januari 1936 - Makati, 26 september 2008) was een Filipijns filmregisseur en -producent. Santiago produceerde meer dan 60 films en regisseerde daarnaast ruim 50 films. Een groot deel daarvan waren ook buiten de Filipijnen te zien. Hij is daarmee internationaal een van de meer bekendere filmregisseurs uit de Filipijnen. 

## Biografie
Cirio Santiago werd geboren op 18 januari 1936 in de Filipijnse hoofdstad Manilla. Hij was de oudste zoon van Dr. Ciriaco Santiago en Adela Hermoso. Zijn vader was chirurg van origine en richtte in 1946 Premiere Productions op, dat zou uitgroeien tot een van de vier grote grote filmproducenten uit de "gouden eeuw" van de Filipijnse Cinema. Cirio had nog een jongere broer en zus. Tijdens zijn eerste jaar op de Ateneo de Manila University raakte ook Santiago geïnteresseerd in het vak van filmmaker. Hij werkte mee aan de montage van de films van Premiere Productions en mocht van regisseur Gerry de Leon op de set meekijken om het vak van regisseur te leren. Hij schreef ook samen met Santiago de Jesus het script voor de film 'Ifugao' (1954) van De Leon. Ze wonnen daarmee de prijs voor beste script op het Asian Film Festival in Singapore in 1955..
In 1957 regisseerde Santiago zijn eerste film Paltik. De hoofdrollen in deze film waren voor enkele grote namen uit de stal van Premiere Productions Efren Reyes, Jose Padilla jr. en diens vrouw Arsenia Francisco. Nadien regisseerde hij de ene na de andere film. Geen van zijn films werd een kaskraker, maar hij werd langzaamaan wel een bekende naam in de Filipijnse filmwereld. In 1959 werd Santiago voor zowel de film Water Lily (1958) als Laban sa Lahat (1958) genomineerd voor een FAMAS Award voor beste regisseur. De winnaar werd echter zijn leermeester Gerry de Leon met Hanggang sa Dulo ng Daigdig. In 1960 leverde zijn rijzende faam als jonge veelbelovende filmmaker hem een TOYM-onderscheiding (Ten Outstanding Young Men) op. Zijn film Mga yapak na walang bakas (1961) kreeg maar liefst zeven nominaties voor een FAMAS-Award, waaronder een voor beste regie door Santiago en won uiteindelijk een FAMAS-Award voor beste cinematografie. 
Aan het einde van de jaren '50 waren de gouden jaren van de Filipijnse Cinema wel ten einde. De grote vier productiebedrijven verloren terrein op de buitenlandse filmindustrie. Een ontmoeting met de Amerikaanse producent Roger Corman in Manilla in 1960 bood Santiago nieuwe kansen. Corman bood aan om samen te werken in het net door hem opgerichte New World Pictures. Samen met Corman richtte hij zich op nieuwe filmgenres. In eerste instantie was hij als productieleider betrokken bij enkele cultfilms in het genre "vrouw opgesloten in de kooi", waaronder Big Doll House (1971) met actrice Pam Grier. Daarna produceerde hij zelf in samenwerking met Corman een hele reeks budgetfilms. De eerste in de reeks was Savage! (1973), een film die Santiago produceerde en regisseerde door een budget van slechts $3.000.
In 2009 kreeg hij van de Film Academy of the Philippines postuum de Manuel de Leon Award toegekend tijdens de uitreiking van de 26e Luna Awards (voorheen FAP Awards).
Santiago overleed in 2008 op 72-jarige leeftijd aan de gevolgen van longkanker in Makati Medical Center. Hij was getrouwd met Annabelle Santiago en kreeg met haar vijf kinderen.